# Кочуигый
Кочуигый (устар. Когу-Игый) — река в России, протекает по Сургутскому району Ханты-Мансийского АО. Устье реки находится в 25 км от устья Липикъяхи по левому берегу. Длина реки составляет 21 км. В 1 км от устья впадает левый приток Нёремигый.

## Данные водного реестра
По данным государственного водного реестра России относится к Верхнеобскому бассейновому округу, водохозяйственный участок реки — Обь от города Нефтеюганск до впадения реки Иртыш, речной подбассейн реки — Обь ниже Ваха до впадения Иртыша. Речной бассейн реки — (Верхняя) Обь до впадения Иртыша.
Код объекта в государственном водном реестре — 13011100212115200048120.